# Acacia cataractae
Acacia cataractae é uma espécie de leguminosa do gênero Acacia, pertencente à família Fabaceae.